# Gustav Jäger (konstnär)
Gustav Jäger, född den 12 juli 1808 i Leipzig, död där den 19 april 1871, var en tysk målare.

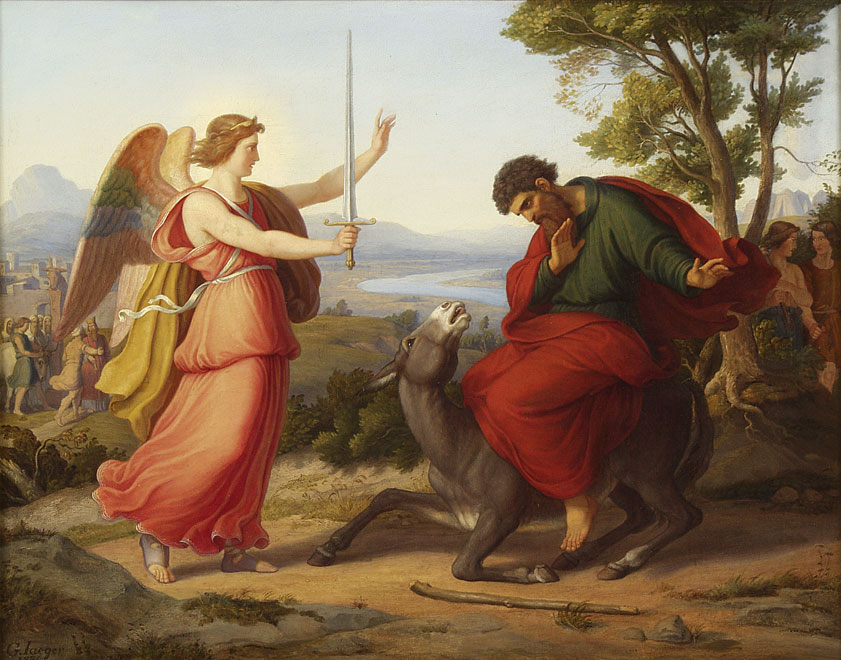
Bileam med ängeln, målning av Gustav Jäger.

Jäger studerade i sin födelsestad, i Dresden, München och Rom. Från 1837 målade han i slottet i München fresker efter utkast av Schnorr. År 1847 kallades han till direktor för konstakademien i Leipzig. Hans främsta monumentalverk är väggmålningarna i Herderrummet i Weimars slott (1848). 
Han målade dessutom religiösa oljetavlor, som Moses bön under slaget (1835), Jesu gravläggning (1838), Mose begravs av änglar (liksom den föregående i Leipzigs museum), Synderskan vid Jesu fötter (1850) och Den heliga Katarinas testamente (1855, Dresdengalleriet). 
Hans teckningar till Cottas bibel räknas till det bästa, som 1800-talets tyska konst i denna riktning åstadkommit. Jäger var en stillsam karaktär, som levde i sina ideala drömmar, svärmiskt och innerligt tillgiven romantiken och. dess ledare.